# Igor Kovačević
Igor Kovačević (Újvidék, 1988. november 3. –) szerb származású francia válogatott vízilabdázó, a CN Marseille játékosa.

## Nemzetközi eredményei
- Európa-bajnoki 9. hely (Belgrád, 2016)
- Olimpiai 11. hely (Rio de Janeiro, 2016)